# Buch (powiat Neu-Ulm)

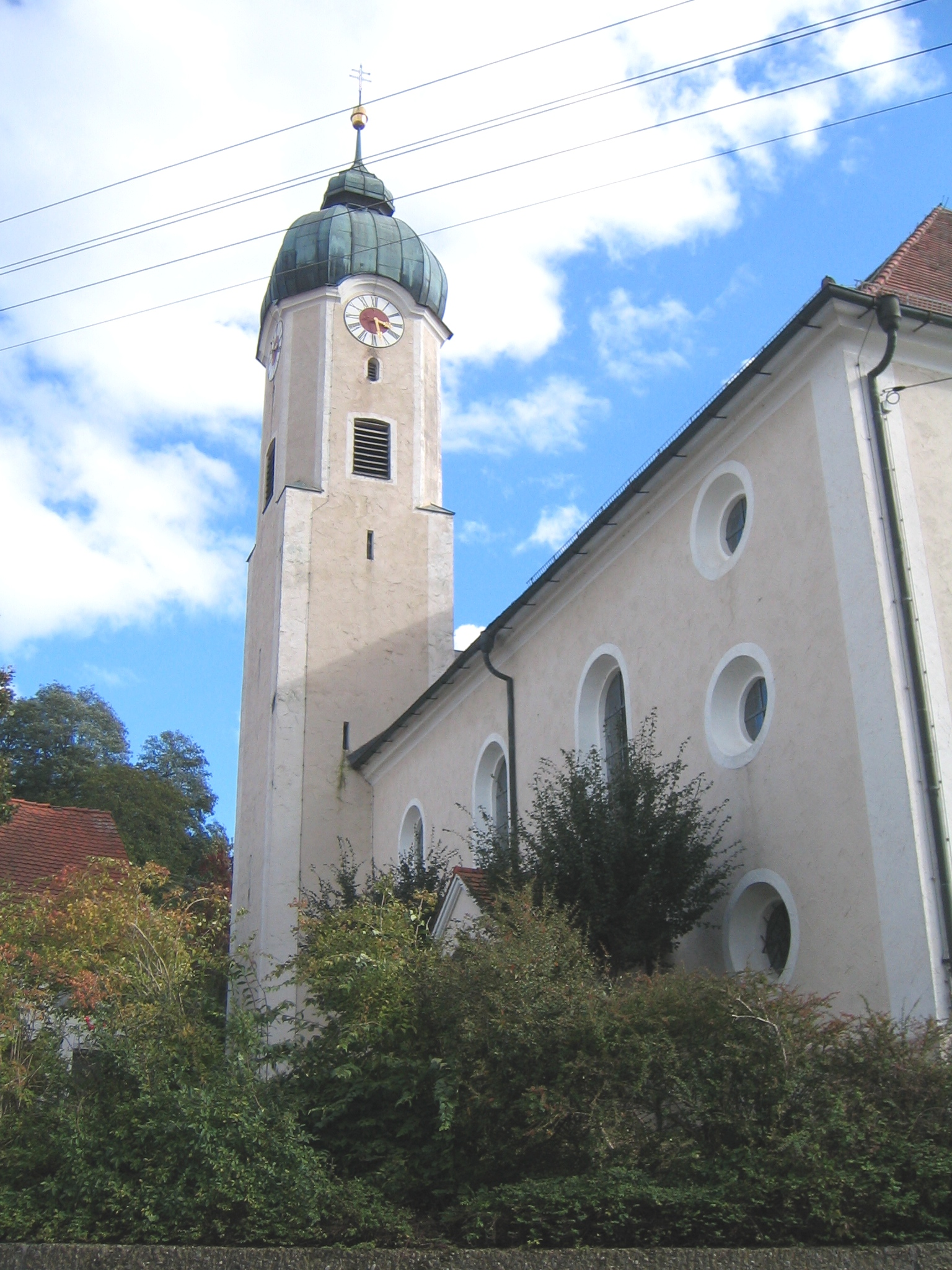
Kościół pw. św Walentego (St. Valentin)

Buch – gmina targowa w Niemczech, w kraju związkowym Bawaria, w rejencji Szwabia, w regionie Donau-Iller, w powiecie Neu-Ulm, siedziba wspólnoty administracyjnej Buch. Leży około 21 km na południowy wschód od Neu-Ulm, nad rzeką Roth. 1 października 2014 do gminy przyłączono 0,17 km² z obszaru wolnego administracyjnie Oberroggenburger Wald.

## Dzielnice
W skład gminy wchodzą następujące dzielnice:
Buch, Christertshofen, Dietershofen, Gannertshofen, Nordholz, Obenhausen Rennertshofen i Ritzisried.

## Polityka
Wójtem gminy jest Roland Biesenberger, jego poprzednikiem był Anton Gra. Rada gminy składa się z 16 osób.
|      | CSU | Freie Wähler | Unabhängige Wählergemeinschaft | Razem |
| 2008 | 7   | 7            | 2                              | 16    |
| 2002 | 9   | 7            | -                              | 16    |